# Frans Vermeyen
Pour les articles homonymes, voir Vermeyen.
Frans Vermeyen (25 mars 1943, Turnhout – 18 janvier 2014, Edegem) est un joueur de football belge qui évoluait comme attaquant en début de carrière puis se reconvertit comme milieu de terrain.. Il a disputé six rencontres avec les Diables Rouges.

## Carrière de joueur

### Lierse SK
Après avoir, fait ses classes avec Hand-In-Hand Turnhout, Frans Vermeyen est transféré au Lierse, à l'âge de 16 ans. Dès la première saison à la chaussée du Lisp, il est aligné huit fois (4 buts) et participe donc à la conquête du 3e titre national des « Pallieters ». Il est dès cette période régulièrement repris dans les sélections nationales de jeunes.
Devenant un des piliers et, avec André De Nul, un des principaux buteurs de la phalange lierroise, il est appelé huit fois en sélection nationale entre 1963 et 1965.
En 1969, il remporte la première Coupe de Belgique de l'Histoire du « matricule 30 ». Il prend part à plusieurs rencontres de Coupe d'Europe, dont l'épopée de la Coupe de l'UEFA 71-72 qui  voit le Lierse vaincre deux fois le grand Leeds, puis redresser une situation périlleuse contre Rosenborg et enfiun d'humilier (4-0) le PSV Eindhoven. La belle histoire se termine, avec les honneurs, contre l'AC Milan.

### Antwerp FC
En 1973, Frans Vermeyen signe avec le Royal Antwerp FC. Avec le « Great Old », il termine vice-champion en 1974. Le « matricule 1 » réalise le même résultat la saison suivante, mais Vermeyen sérieusement blessé ne joue pratiquement pas.
Il choisit alors de mettre un terme à sa carrière au plus haut niveau et s'en va terminer son parcours au Witgoor Dessel, un club qui, à cette époque, milite en Division 3, où il se classe régulièrement en milieu de classement.

### Équipe nationale
Frans Vermeyen est sélectionné huit fois avec les Diables Rouges. Capé à 6 reprises, le Campinois inscrit deux buts, un doublé lors d'une victoire 3-0, contre la France, le 2 décembre 1964. Auparavant, il a été appelé neuf fois chez les juniors et trois fois chez les espoirs.

## Palmarès joueur
- Champion de Belgique : 1960 (Lierse)
- Vainqueur de la Coupe de Belgique : 1969 (Lierse)